# Stadtschreiberhaus (Freising)

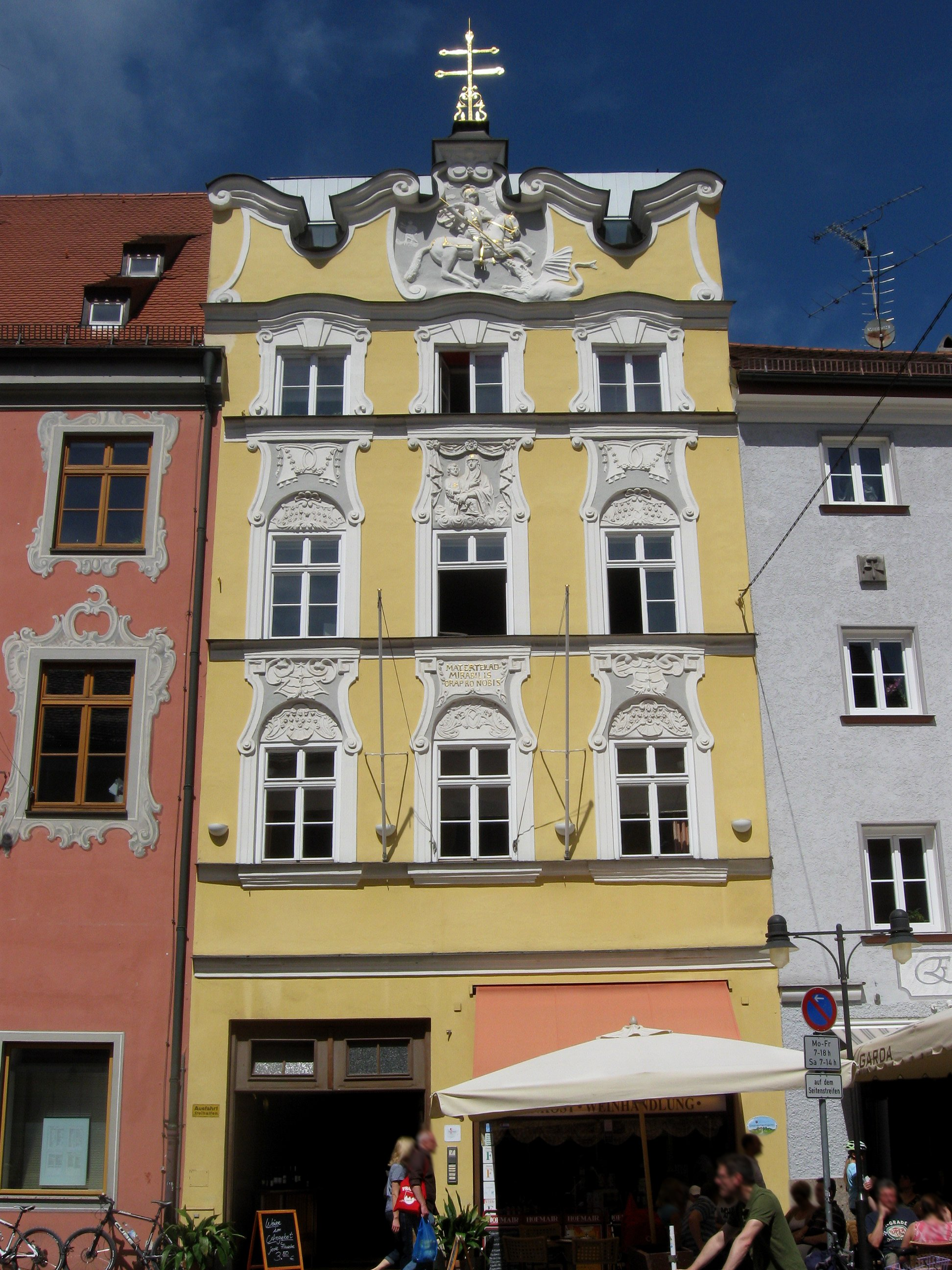
Stadtschreiberhaus (Ansicht v. d. Unteren Hauptstraße)

Das ehemalige Stadtschreiberhaus ist ein Bürgerpalais in der Freisinger Altstadt, in der Unteren Hauptstraße. Der viergeschossige Bau wurde im 17. Jahrhundert errichtet.
Zwischen 1725 und 1730 erhielt das Gebäude durch den geistlichen Ratsregistrator Johann Georg Schmidt eine aufwändige Stuckdekoration. Sie gilt heute neben dem Ziererhaus als eines der bedeutendsten Zeugnisse des Rokoko in Freising.
Unterhalb des Schweifgiebels zeigt ein Wappen den Heiligen Georg mit dem besiegten Drachen zu seinen Füßen. In der Fassade eine Inschrift mit der Bitte an die Mutter Gottes: MATER TER ADMIRABILIS ORA PRO NOBIS (Dreifach wunderbare Mutter bete für uns).